# Mario Pedrazzini
Mario Michelangelo Pedrazzini (* 6. November 1925 in Locarno; † 5. Oktober 2007) war ein Schweizer Rechtswissenschaftler, der insbesondere auf dem Gebiet des Immaterialgüterrechts tätig war.

## Leben
Pedrazzini, dessen Familie aus Campo (Vallemaggia) stammt, ging in Locarno und Ascona (Collegio Papio) zur Schule. Nach Ablegung seiner Matur im Jahr 1944 nahm er ein Studium der Rechtswissenschaften an der Universität Zürich auf. 1952 wurde er daselbst bei Zaccaria Giacometti mit einer Arbeit zur italienischen Sprache im schweizerischen Bundesrecht promoviert. 1957 habilitierte er sich – ebenfalls in Zürich – zur patentfähigen Erfindung. Seine Habilitationsschrift bildete die Grundlage des ersten Bandes eines zusammen mit Rudolf Blum herausgegebenen, dreibändigen Kommentars zum Patentrecht (Bern 1957). 1966 folgte Pedrazzini einem Ruf an die Hochschule St. Gallen als Ordinarius für Privat- und Handelsrecht einschliesslich Wettbewerbs- und Immaterialgüterrecht. Ab 1967 war er darüber hinaus Titularprofessor in Zürich. Neben seiner Lehrtätigkeit leitete Pedrazzini in St. Gallen ab 1967 über 20 Jahre lang das Institut für europäisches und internationales Wirtschafts- und Sozialrecht und war von 1972 bis 1975 Prorektor der Universität. 1990 legte Pedrazzini seine Lehrtätigkeit nieder.
Neben seiner universitären Tätigkeit wurde Pedrazzini bereits 1968 auf Teilzeitbasis Partner der Zürcher Kanzlei Staehelin & Giezendanner (heute Lenz & Staehelin). Ausserdem arbeitete er in verschiedenen Expertenkommissionen des Bundes.
Pedrazzini trat als Autor mehrerer Lehrbücher hervor, so namentlich zum Personenrecht (Bern 1982, 4. Aufl. 1993), zum Lauterkeitsrecht (Bern 1992, 2. Aufl. 2002) und zum Immaterialgüter- und Wettbewerbsrecht (Bern 1998).

## Schriften
- La lingua italiana nel diritto federale svizzero. Diss. Univ. Zürich, 1952. Zürich 1952.
- Die patentfähige Erfindung. Habil.-Schrift Univ. Zürich, 1957. Zürich 1957.
- Gesellschaftsrechtliche Entscheide: Eine Sammlung für das Studium. Stämpfli, Bern 1974, ISBN 3-7272-9515-5. [4. Aufl. 1998, mit Federico A. Pedrazzini, ISBN 3-7272-9517-1]
- Grundriss des Personenrechts. Stämpfli, Bern 1982, ISBN 3-7272-0825-2. [4. Aufl. 1993, mit Niklaus Oberholzer, ISBN 3-7272-0879-1]
- Unlauterer Wettbewerb. Stämpfli, Bern 1992, ISBN 3-7272-0860-0. [2. Aufl. 2002, mit Federico A. Pedrazzini, ISBN 3-7272-0932-1]
- mit Roland von Büren, Eugen Marbach: Immaterialgüter- und Wettbewerbsrecht. Stämpfli, Bern 1998, ISBN 3-7272-0913-5.